# Fähre Eining

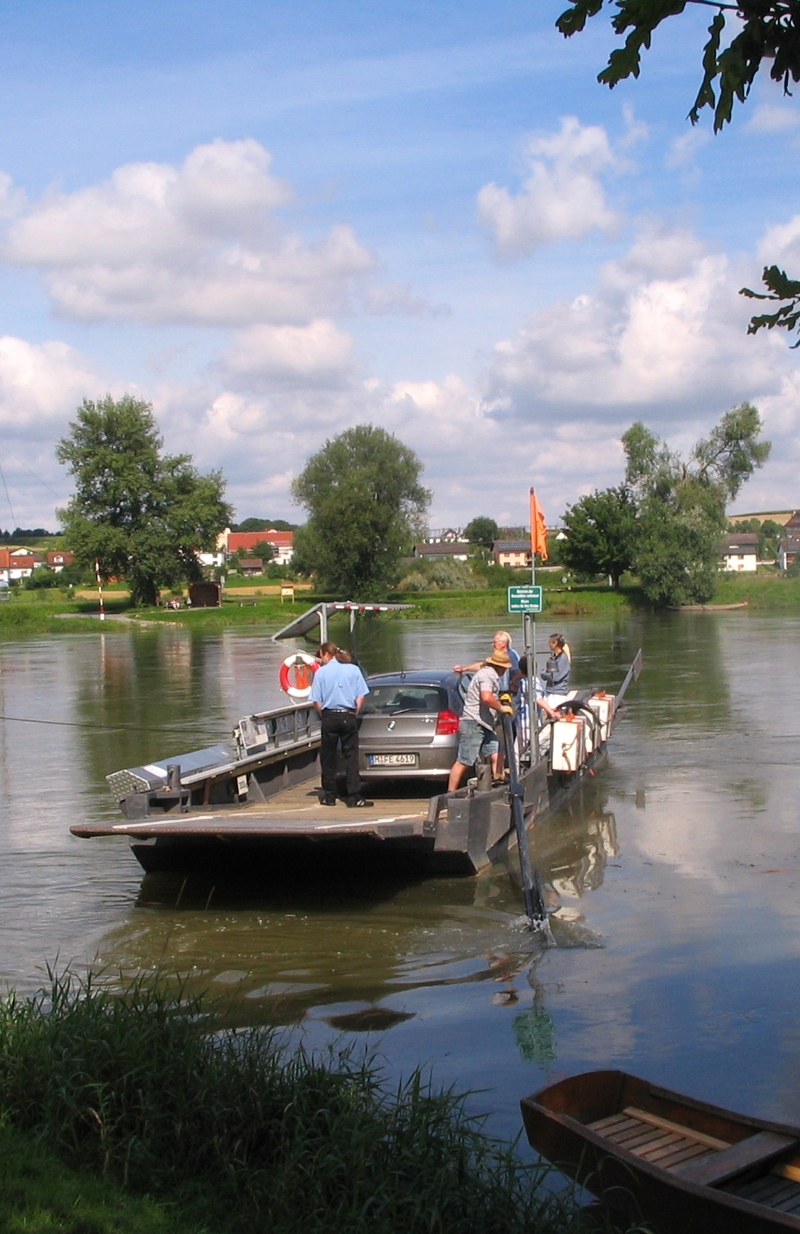
Beladene Fähre kurz nach dem Ablegen in Eining (Juli 2009)

Die Fähre Eining ist eine Rollfähre über die Donau, die von der Stadt Neustadt an der Donau betrieben wird und die beiden Stadtteile Eining und Hienheim verbindet.

## Lage

Luftbild (August 2022)

Die Fähre liegt bei Flusskilometer 2426,87 der Donau, direkt unterhalb der Mündung der Abens. Die nächsten festen Donauquerungen sind flussaufwärts die Brücke der Bundesstraße 299 bei Neustadt an der Donau und flussabwärts die Maximiliansbrücke der Staatsstraße 2230 in Kelheim.
Die Fährstrecke ist rund 125 Meter lang.
Der Anleger in Eining ist am Ortsrand. Auf Hienheimer Seite ist der Ortsrand einen halben Kilometer vom Anleger entfernt.

## Geschichte

### Antike
Der Flussübergang der Römerstraße Donaunordstraße über die Donau in römischer Zeit wurde beim bis ins frühe 5. Jahrhundert gehaltenen Kastell Eining vermutet. Spätestens in nachrömischer Zeit wurde der Übergang flussaufwärts nach Pförring verlagert.

### Mittelalter

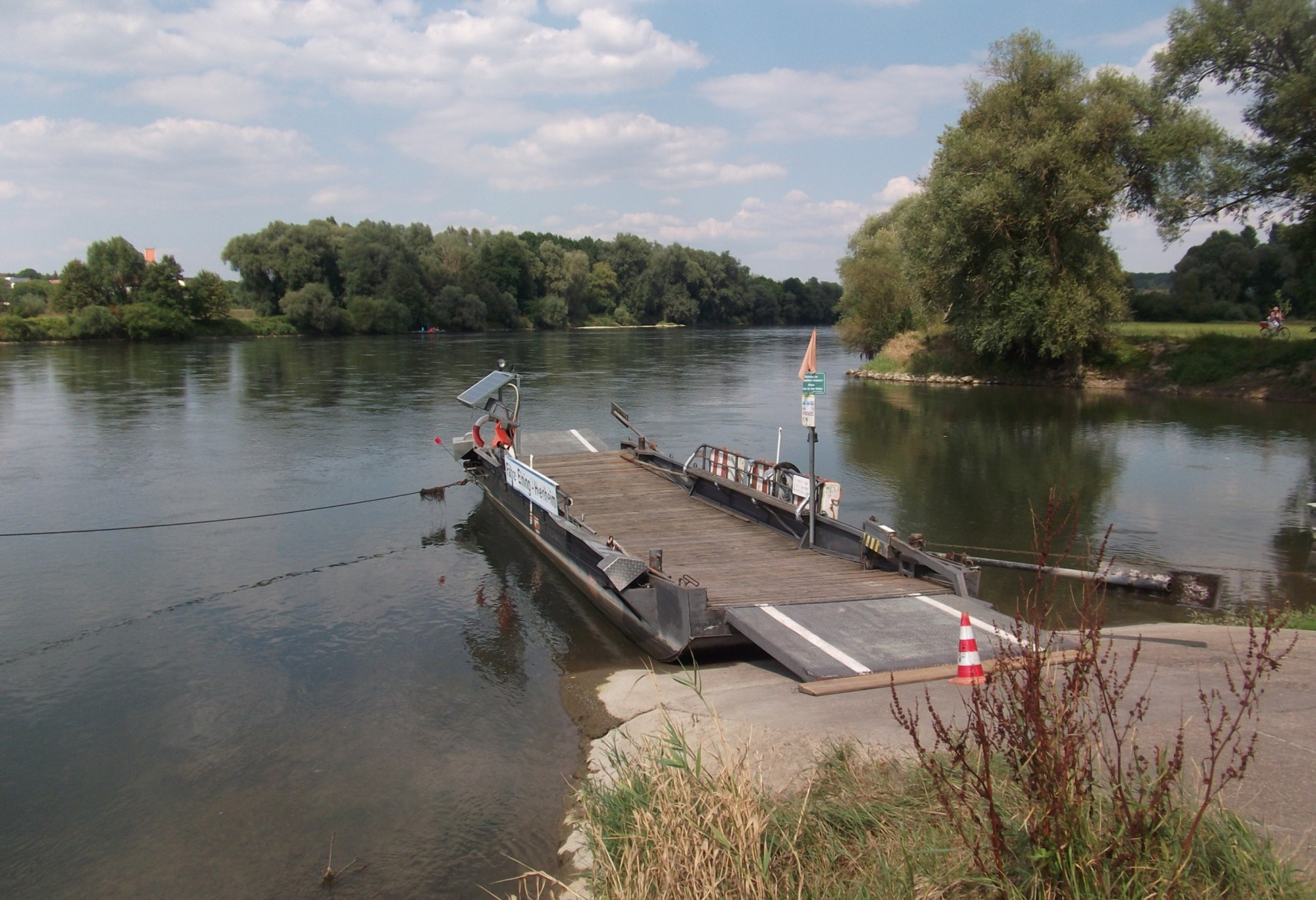
Fähre in Eining (August 2015)

Die Fähre wurde im Jahr 1270 erstmals urkundlich erwähnt. Das Fährgeschäft war als Lehen verpachtet. Die Fähre wurde in Kriegen mehrmals zerstört, aber jeweils auf dem aktuellen Stand der Technik wieder instand gesetzt.

### Neuzeit
In der Bayerischen Uraufnahme war eine Gierseilfähre eingezeichnet.
Mehrfach wurde die Fähre durch ein Kiesbänke blockiert, die zur Erstellung einer Fahrrinne wieder beseitigt wurden.
Anfang des 20. Jahrhunderts wurde der Landkreis Kelheim der Eigentümer der Fähre.
1975 wurde die Holzfähre durch ein 3,40 Meter breites und inklusive der beiden Bugklappen 16,70 Meter langes eisernes Fährschiff von der Werft Theodor Hitzler Regensburg mit einer Tragfähigkeit von 30 Personen oder maximal 3000 Kilogramm ersetzt. Die über den 120 Meter breiten Fluss gespannte Stahltrosse ist inklusive der Verankerung 200 Meter lang wird über 16,50 Meter hohe Seilmasten geführt.
Nach einer Beanstandung des Obersten Rechnungshofs bezüglich des Unterhalts der Donaufähre durch den Landkreis Kelheim beschloss der Stadtrat von Neustadt am 1. Dezember 1994 die Übernahme der Fähre zum 1. Januar 1995. Die Fähre wurde 1996 mit einem Seilzug mit Elektromotor versehen, um das Umhängen des Seils von Hand obsolet zu machen.
Die Fähre war von der Stadt Neustadt verpachtet, bis die Stadt 2017 einen Fährmann in einem Normalarbeitsverhältnis anstellte, der außerhalb der Fährsaison im städtischen Bahnhof tätig ist. 2021 wurden zwei weitere Fährmänner ausgebildet, um einen Fährbetrieb auch bei Krankheit oder Urlaub sicherzustellen.
Während der COVID-19-Pandemie waren die Fahrgastzahlen der Fähre im Sommer 2020 fast doppelt so hoch wie jeweils in den Jahren zuvor.

## Zwischenfälle
2002 ereignete sich ein Riss des Hauptseils. Nach einem Notankern wurde die Fähre durch Feuerwehrboote in Sicherheit gebracht.
Am 4. Mai 2006 sank die Fähre wegen einer nicht geschlossenen Bugklappe während eines Hochwassers mit starker Strömung bei einer Überfahrt. Zwei der drei Passagiere an Bord wurden mit Unterkühlungen aus dem Wasser herausgeholt. Der dritte Passagier und der Fährmann retteten sich selbst unverletzt ans Ufer. Die Fähre und der Traktor mit Anhänger darauf wurden geborgen.